# 萨拉 (阿尔代什省)
萨拉（法語：Sarras，發音：[saʁa]）是法国阿尔代什省的一个市镇，位于该省东北部，属于罗讷河畔图尔农区。

## 地理
萨拉（45°11'13"N, 4°47'54"E）面积11.65 平方千米，位于法国奥弗涅-罗讷-阿尔卑斯大区阿尔代什省，该省份为法国东南部内陆省份，北起顺时针与卢瓦尔省、伊泽尔省、德龙省、沃克吕兹省、加尔省、洛泽尔省和上盧瓦爾省接壤。
与萨拉接壤的市镇（或旧市镇、城区）包括：昂当斯、阿尔杜瓦、埃克拉桑、奥宗、塔朗雪、拉韦龙、圣瓦利耶。
萨拉的时区为UTC+01:00、UTC+02:00（夏令时）。

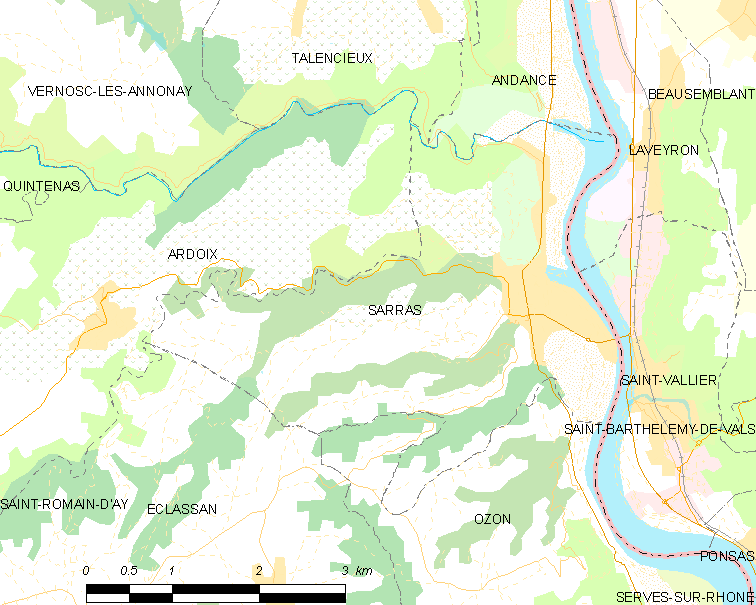
萨拉的OSM定位图

## 行政
萨拉的邮政编码为07370，INSEE市镇编码为07308。

## 政治
萨拉所属的省级选区为萨拉县。

## 人口

1962-2008年间萨拉人口变化图示

萨拉于2022年1月1日时的人口数量为2232人。